# 軽井沢タリアセン

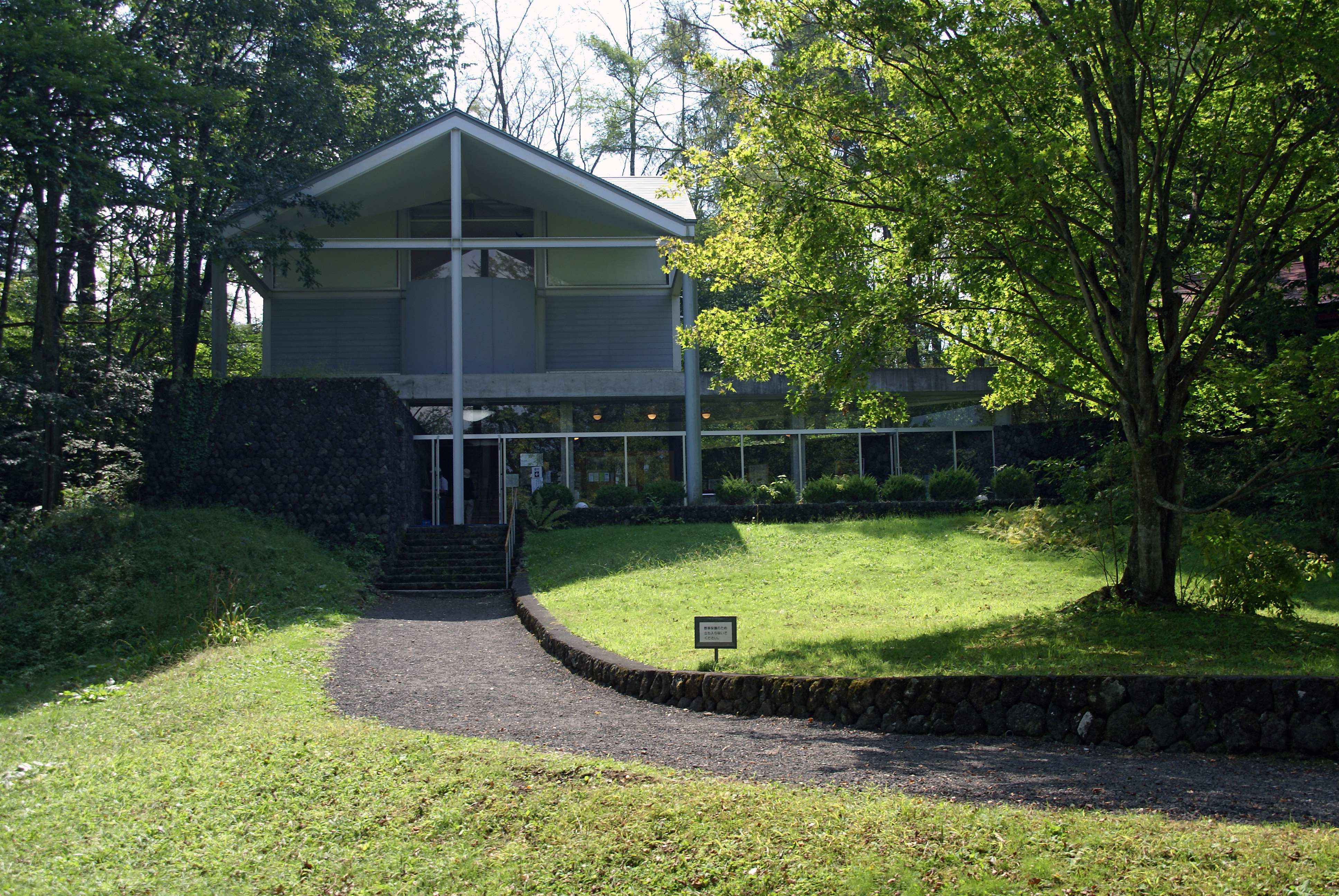
軽井沢高原文庫

軽井沢タリアセン（かるいざわタリアセン、KARUIZAWA TALIESIN）は、長野県北佐久郡軽井沢町にある企業運営によるレジャー施設。

## 概要
1961年（昭和36年）、「鷲穴用水」（わしあなようすい。江戸時代に造成）から水を引き込み、地元住民の手により中の島を有する人造湖「塩沢湖」が造成された（「塩沢」はこの地の小字名）。塩沢湖はアイススケート場として使用されていたが、湖周辺が整備され、1971年（昭和46年）には「塩沢遊園」が開園した。その後レジャー施設が造られ、1983年（昭和58年）には「塩沢湖レイクランド」に改称。1986年（昭和61年）のリニューアルを経て施設を拡充し、1996年（平成8年）に総合レクリエーション施設「軽井沢タリアセン」となった。
敷地は約10万㎡。塩沢湖の湖畔にボートなどの遊具施設、イングリッシュローズ・ガーデン、美術館、レストランなどを設営。遊歩道を巡らせた広大なレクリエーションゾーンである。また、軽井沢の歴史的建造物を移築しており、それらを見学できる。
「タリアセン」(Taliesin) とは、建築家ライトが主宰する、共同生活を軸とする創造的集落の名前であり、元々は古代ウェールズの詩人の名前である。直訳すると「輝く額」の意。
塩沢遊園当時は周囲は無料の公園であり、湖畔自体はあまり手が入っておらず、各施設ごとに料金を取っていた。塩沢湖レイクランドとなってからはゲートが造られ、全体についての入園料を要する。
湖にはアヒルやコイなどが放され、湖畔も人工的に整備されている。塩沢湖が造成される以前、一帯は泥川沿いに水田が広がる農地であり、鷲穴用水も農業用水であった。軽井沢タリアセン内や周囲には多くの樹木があるが、原生林というわけではなく、湖造成後に植樹されたものも多い。

## 施設
ゲート外（単独入館券で見学できる）

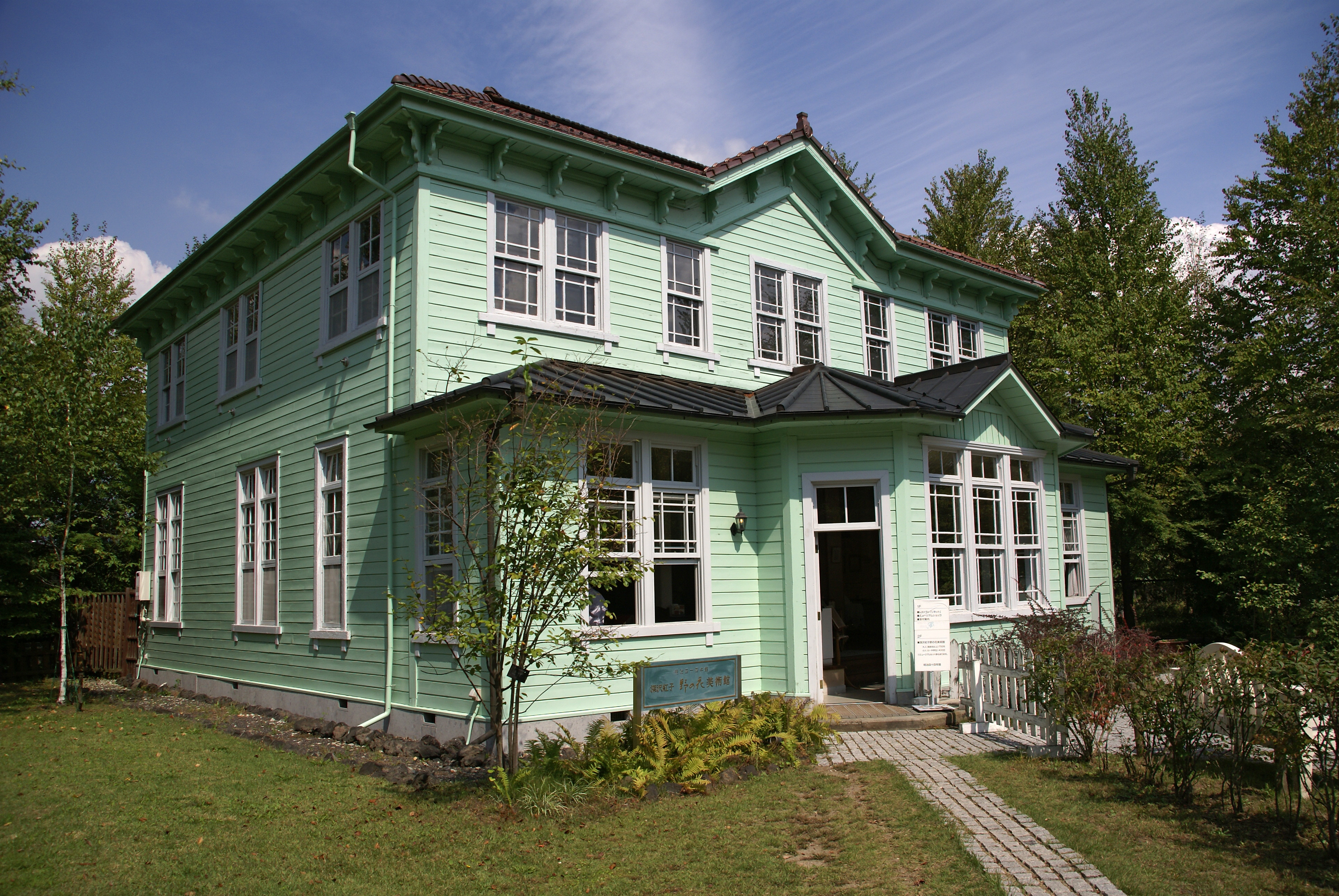
深沢紅子野の花美術館

- 軽井沢高原文庫 - 軽井沢ゆかりの文学者の資料を展示。1985年8月開館。
  - 堀辰雄山荘「1412番山荘」 - 旧軽井沢釜の沢から移築。堀辰雄の小説『美しい村』に登場する。1941年に堀が購入して1944年まで夏の別荘として使用。その後、画家の深沢省三、深沢紅子夫妻が夏の別荘として使用した。
  - 野上弥生子書斎兼茶室 - 北軽井沢の法政大学村から移築。1933年（昭和8年）築。
  - 浄月庵 - 木造2階建の西洋館。旧軽井沢の三笠から移築した有島武郎の旧別荘を喫茶店「一房の葡萄」の店舗として使用する。1923年（大正12年）に編集者波多野秋子と心中した別荘であり、戦時中には世界的な音楽家レオ・シロタ夫妻が疎開した。
  - 立原道造詩碑
  - 中村真一郎文学碑
- 深沢紅子野の花美術館 - 軽井沢に長年別荘を持っていた画家・深沢紅子の、直筆原画を展示。1996年7月開館。旧軽井沢銀座から移築した1911年（明治44年）築の旧軽井沢郵便局舎「明治四十四年館」の2階を美術館施設として使用する。2008年（平成20年）に登録有形文化財に登録された。

ゲート内（要入園料）

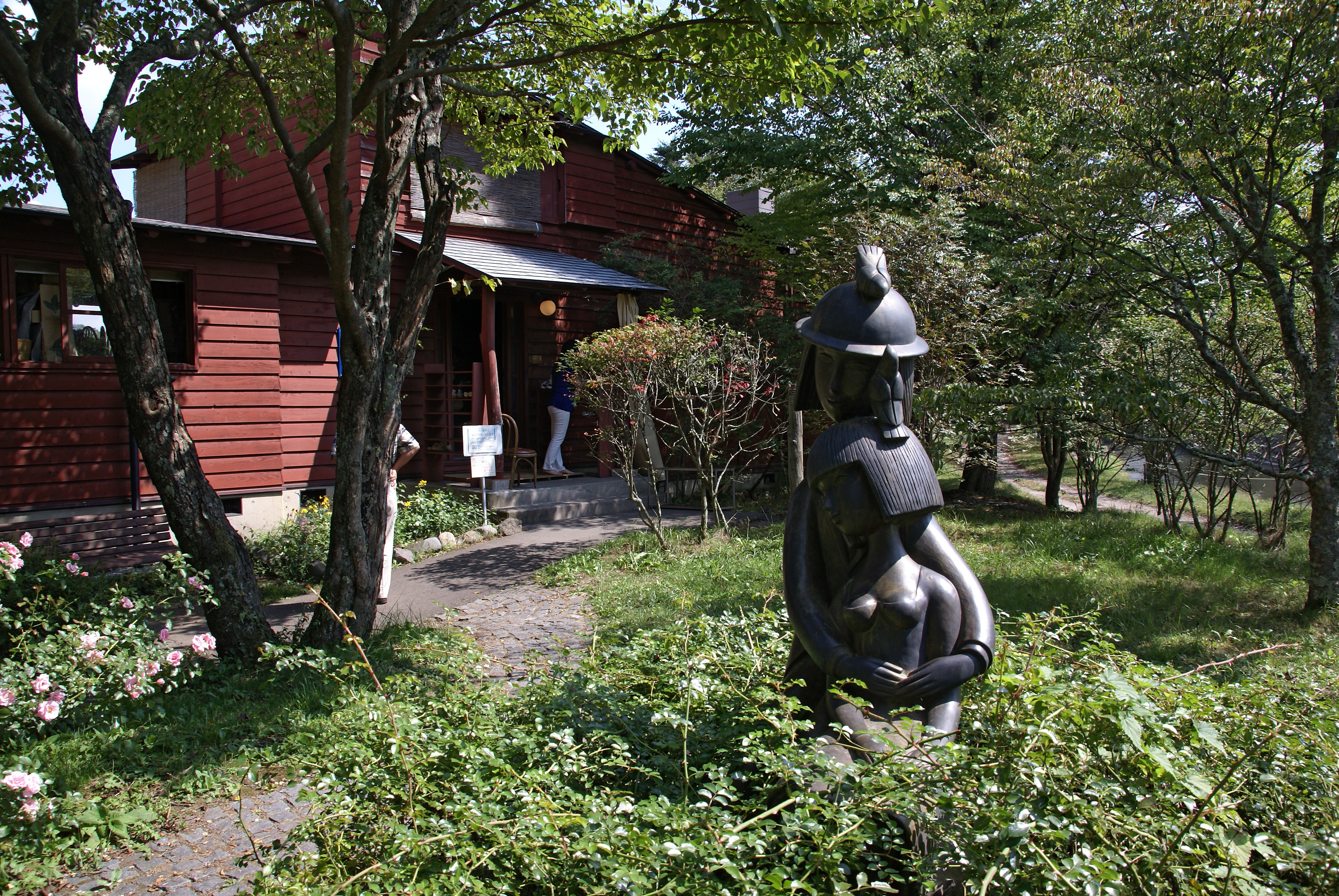
ペイネ美術館

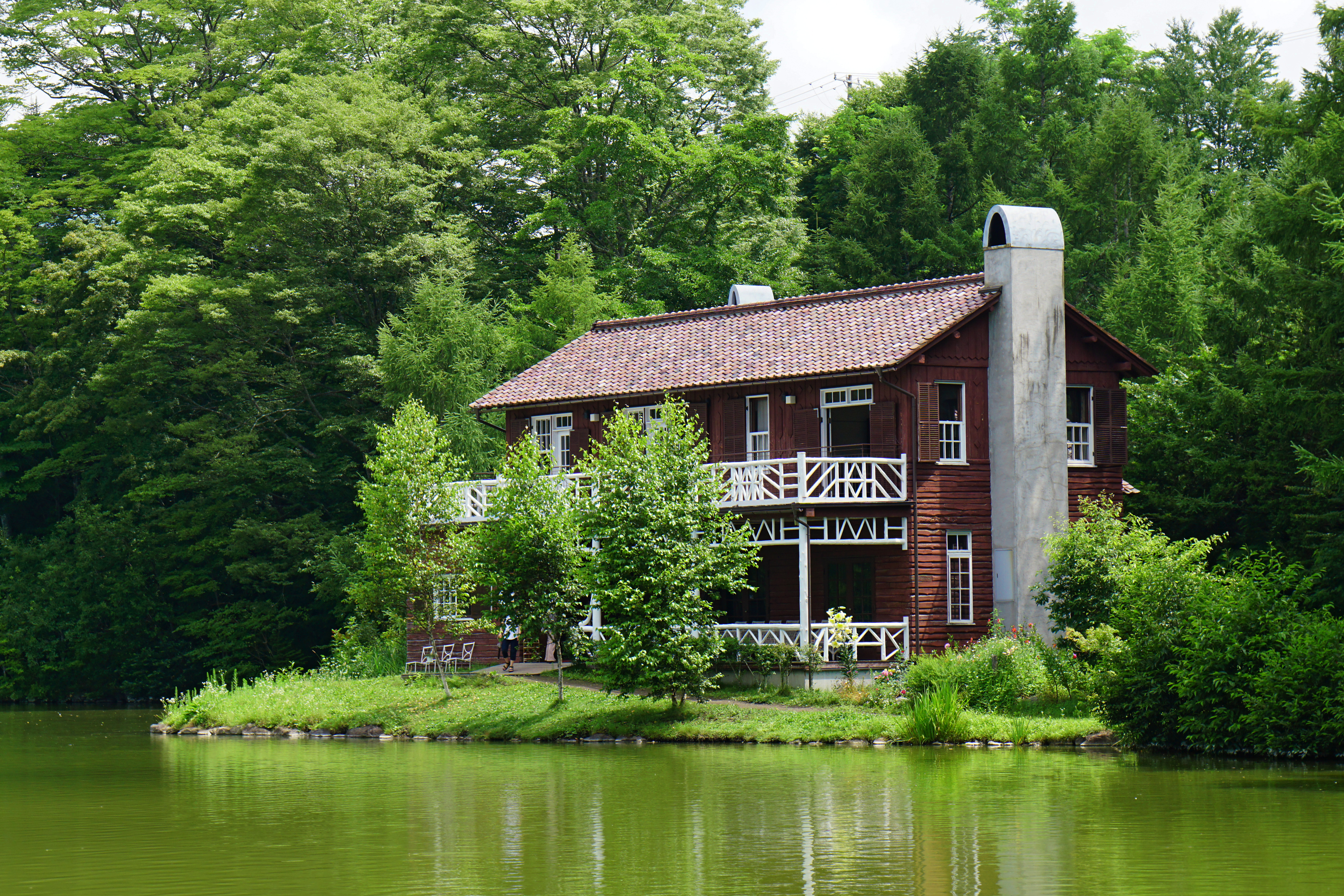
睡鳩荘

- ペイネ美術館 - フランスの男性画家レイモン・ペイネ(Raymond Peynet（en:Raymond_Peynet)、1908年-1999年)の原画・版画作品などを展示。1986年7月開館。
建築家アントニン・レーモンドの設計で1933年（昭和8年）に建設された自身のアトリエ「軽井沢・夏の家」を美術館施設として軽井沢町内から移築し再利用している。
- 睡鳩荘（すいきゅうそう） - 旧朝吹山荘。実業家朝吹常吉とその娘のフランス文学者朝吹登水子の山荘で、1931年築。設計はウィリアム・メレル・ヴォーリズ。2008年7月移築。2017年（平成29年）に登録有形文化財に登録された。スタジオジブリ映画『思い出のマーニー』に登場する「湿っ地屋敷」のモデルとなったことでも知られる。
- イングリッシュローズ・ガーデン - 約200種1,800株のイングリッシュローズを栽培する。泥川を渡った南側にある。
- レストラン - 「湖水」、「ソネット」（明治四十四年館の1階）、バーベキューハウス「山里野」（さんりの）「軽井沢バーガーカンパニー」（ファーストフード）
- 遊戯施設 - ボート、ローボート、アーチェリー、ゴーカート、サイクルモノレール、ファミリーゴルフ、テニス、クライミングウォール、ちびっ子広場

## 利用情報
- 開園時間 - 9:00から17:00 （冬季10：00から16：00）
- 休園日- 年始年末、2月、その他
- 冬季（12月から1月）は入園料無料（美術館・遊具類は別途有料）
- 所在地 - 〒389-0111 長野県北佐久郡軽井沢町長倉217（正式の住所は軽井沢町大字長倉字塩沢217）

## 交通アクセス
- しなの鉄道線 中軽井沢駅からバスで15分、「風越公園」下車、徒歩10分
- 北陸新幹線「はくたか」「あさま」の場合は軽井沢駅下車／しなの鉄道線に乗り換え

## 周辺情報
- ムーゼの森 - 軽井沢絵本の森美術館、エルツおもちゃ博物館
- 風越公園 - 風越アリーナ、スカップ軽井沢、軽井沢町植物園